# Birger Ljungberg (friidrottare)
Ernst Birger Ljungberg, född 23 maj 1877 i Klara församling, Stockholm, död 28 november 1926 i Stockholm, var en svensk friidrottare (110 m häck). Han tävlade för IF Sleipner och vann SM på 110 meter häck år 1905.